# Laurahütte (Bad Dürkheim)
Die Laurahütte ist eine Jagdhütte im nördlichen Pfälzerwald (Rheinland-Pfalz). Sie gehört zu den Kulturdenkmälern der Kur- und Kreisstadt Bad Dürkheim.

## Geographische Lage
Die Jagdhütte steht nordöstlich des 470,1 m hohen Weilerskopfes in etwa 370 m Höhe auf der Waldgemarkung des Bad Dürkheimer Stadtteils Leistadt.

## Geschichte

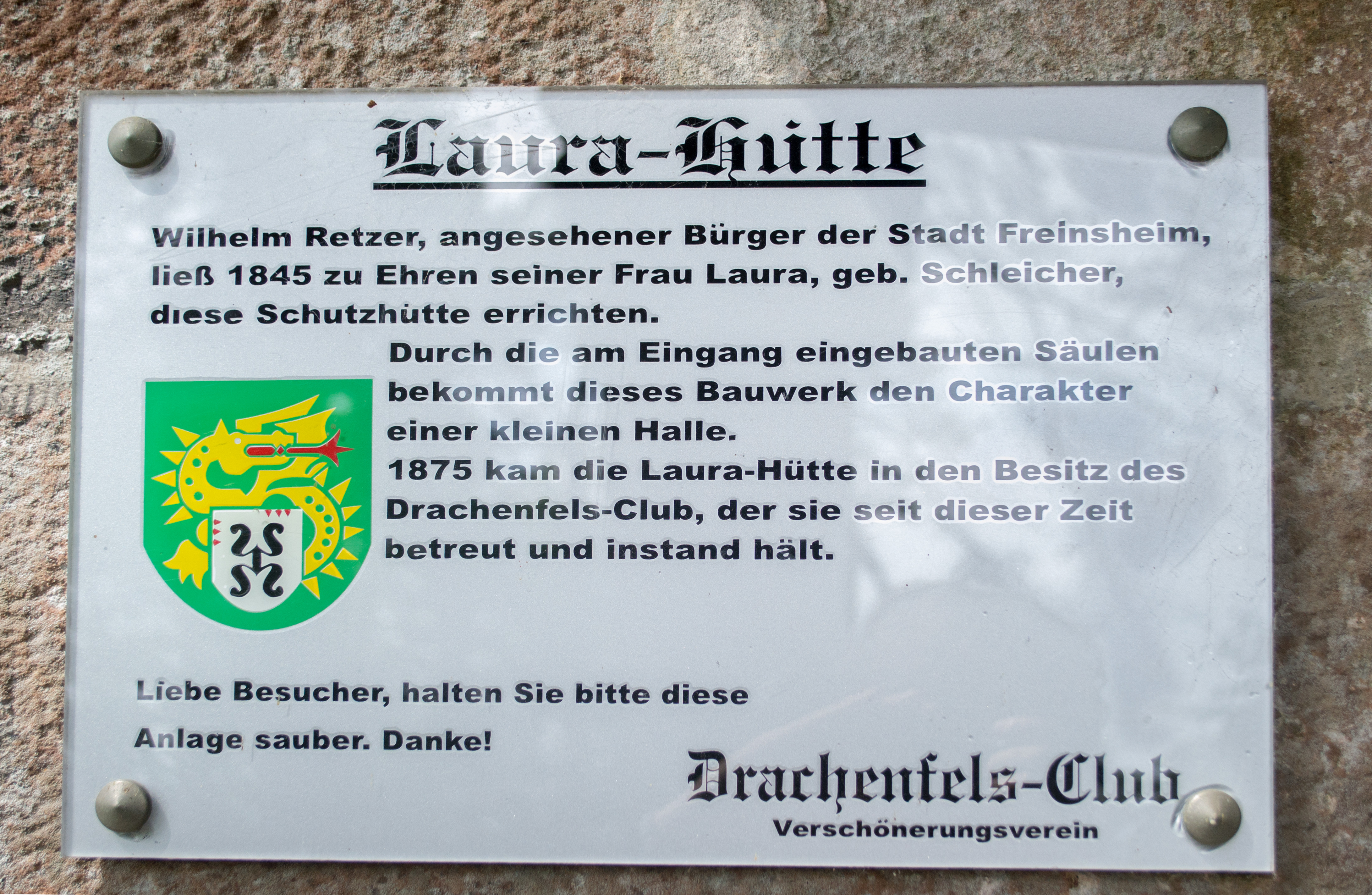
Informationstafel des Drachenfels-Clubs

Die Jagdhütte wurde 1845 im Stil eines kleinen griechischen Tempels errichtet. Der Erbauer Wilhelm Retzer aus Freinsheim benannte sie nach seiner Gattin Laura geb. Schleicher. Nach Retzers Tod (1856) ließen die Erben die Jagdhütte versteigern; sie ging an eine Eigentümergemeinschaft von 30 Bürgern aus Leistadt.
Vermutlich seit 1875 wird die Hütte durch den Drachenfels-Club gepflegt.